# Edith Hrovat
Edith Kloibhofer (geb. Hrovat; * 15. Januar 1956 in Bruck an der Mur) ist eine ehemalige österreichische Judoka. Sie trägt den 6. Dan.

## Biografie
Edith Hrovat war für den PSV Leoben aktiv und wurde von Siegfried Kloibhofer trainiert. Bei ihrer ersten Teilnahme bei den Judo-Europameisterschaften startete sie 1975 in München noch im Leichtgewicht und belegte auf Anhieb den ersten Rang. In den nächsten Jahren stieg sie eine Gewichtsklasse auf und kämpfte somit bis 52 kg. Erst 1980 konnte sie ihren Titel nicht verteidigen und belegte den dritten Rang. Im selben Jahr gewann sie in New York City bei den erstmals für Frauen ausgetragenen Weltmeisterschaften den Titel. Weitere Europameistertitel gewann sie in den Jahren 1981, 1982 und 1984. Bei den Weltmeisterschaften 1984 in Wien unterlag sie im Finale und wurde Zweite. 1984 wurde sie zur Österreichischen Sportlerin des Jahres gewählt.
Nach dem Ende ihrer Karriere heiratete sie ihren Trainer Siegfried Kloibhofer.
Nach 20 Jahren beendete sie ihre aktive Laufbahn. Bei der Sportgala der Stadt Leoben wurde sie im Jahre 1990 für ihre sportlichen Leistungen ausgezeichnet.
Kloibhofer arbeitete fast 40 Jahre als Politesse in Leoben, bis sie im Jahr 2016 in Pension ging.

## Erfolge
Weltmeisterschaften
- 1. Rang Weltmeisterschaften 1980 New York bis 52 kg
- 2. Rang Weltmeisterschaften 1984 Wien bis 52 kg

Europameisterschaften
- 1. Rang Europameisterschaften 1975 München bis 48 kg
- 1. Rang Europameisterschaften 1976 Wien bis 52 kg
- 1. Rang Europameisterschaften 1977 Arlon bis 52 kg
- 1. Rang Europameisterschaften 1978 Köln bis 52 kg
- 1. Rang Europameisterschaften 1979 Kerkrade bis 52 kg
- 1. Rang Europameisterschaften 1981 Madrid bis 52 kg
- 1. Rang Europameisterschaften 1982 Oslo bis 52 kg
- 1. Rang Europameisterschaften 1984 Pirmasens bis 52 kg
- 2. Rang Europameisterschaften 1986 London bis 52 kg
- 2. Rang Europameisterschaften 1987 Paris bis 52 kg
- 3. Rang Europameisterschaften 1980 Udine bis 52 kg
- 3. Rang Europameisterschaften 1983 Genua bis 52 kg
- 3. Rang Europameisterschaften 1985 Landskrona bis 52 kg

Österreichische Meisterschaften
- 16 × Österreichische Meisterin[2]

## Auszeichnungen
- 1984: Österreichische Sportlerin des Jahres[7]
- 2018: Ehrenmitglied des Judo Landesverbands Wien[1]